# Бендер, Рышард
Рышард Бендер (пол. Ryszard Janusz Bender, 16 февраля 1932, Ломжа — 24 февраля 2016, Люблин) — польский правый политик и историк. Он известен своей характеристикой Освенцима как «трудового лагеря», что привело к обвинениям в отрицании Холокоста.

## Карьера
Бендер был профессором истории Люблинского католического университета Иоанна Павла II. С 1976 по 1980 год и с 1985 по 1989 год он был депутатом Сейма. В посткоммунистической Польше был сенатором с 1991 по 1993 год и с 2005 по 2007 год. Он был одним из соучредителей ультраправой партии «Лига польских семей». В 2007 году он победил на выборах в Сенат от партии «Право и справедливость», став самым старшим членом Сената.

### Характеристика Освенцима и отрицание Холокоста
В январе 2000 года Бендер принял участие в передаче на радио «Мария» — обвиняемой в антисемитизме радиостанции — в защиту Дариуша Ратайчака, польского историка, осуждённого за отрицание Холокоста за утверждение, что газовые камеры Освенцима были предназначены для дезинфекции евреев, а не для их убийства. Выступая по этому поводу, Бендер охарактеризовал Освенцим как «не лагерь смерти, [а] трудовой лагерь», где «труд не всегда был тяжёлым»; он утверждал, что евреи не только были сыты, но и занимали значительные посты в лагерной администрации. Он пришёл к выводу, что «еврейское лобби» преследует Ратайчака.
Эти замечания вызвали немедленный гнев со стороны различных кругов, включая католических епископов, которые потребовали безоговорочных извинений; его университета, который инициировал дисциплинарное производство; и выживших в концентрационных лагерях; в результате «национального скандала» его обвинили в антисемитизме и отрицании Холокоста. Судебное разбирательство было возбуждено в суде Торуни, но дело было прекращено. В ответ Бендер пожаловался на то, что юридические положения об отрицании Холокоста используются евреями-фундаменталистами в качестве оружия для признания Освенцима исключительно орудием против евреев; он также отметил неприкосновенность академической свободы. Десять лет спустя Бендер заявил, что его высказывания были вырваны из контекста.
Брайан Портер-Шукс, историк польского национализма из Мичиганского университета, отмечает, что Бендер отстаивал антиисторическую точку зрения о том, что нацисты не намеревались специально нападать на евреев, а скорее нападали на Польшу и Бога.

### Погром в Едвабне
Во время предвыборной кампании 2001 года Бендер отрицал причастность Польши к погрому в Едвабне.

## Личная жизнь
У Бендера есть дочь — Богна Бендер, журналистка «TVP Lublin», а также дочь Агнешка и сын Иво.
29 февраля 2016 года Рышард Бендер был похоронен на Кафедральном кладбище в Ломже.

## Публикации
- Ludność miejska lubelskiego w akcji przedpowstaniowej w latach 1861—1862, Lublin 1961.
- Reforma czynszowa w Ordynacji Zamoyskiej 1833—1864, Lublin 1969.
- Chrześcijanie w polskich ruchach demokratycznych XIX stulecia, Warszawa 1975.
- Powstaniec — zakonnik. O. Rafał Kalinowski, Warszawa 1977.
- Społeczne inicjatywy chrześcijańskie w Królestwie Polskim 1905—1918, Lublin 1978.
- Historia katolicyzmu społecznego w Polsce 1832—1939, Warszawa 1981.
- Ksiądz Karol Mikoszewski (X. Syxtus) 1832—1886, członek Rządu Tymczasowego Narodowego 1863, emigrant, zesłaniec, Warszawa 1982.
- Wojna o media. Kulisy Krajowej Rady Radia i TV, Warszawa 1994.
- Polskie korzenie jednoczącej się Europy, Włocławek 2000.